# Karim El Hammamy
Karim El Hammamy, né le 4 novembre 1995 au Caire, est un joueur professionnel de squash représentant l'Égypte. Il atteint en février 2022 la 24e place mondiale sur le circuit international, son meilleur classement. Il est champion du monde junior en 2013.
Sa sœur Hania El Hammamy est également joueuse professionnelle de squash.

## Palmarès

### Titres
- Championnats du monde junior : 2013